# Tommi Kinnunen
Tommi Kinnunen (Kuusamo, 1973) è uno scrittore finlandese.

## Biografia
Tommi Kinnunen insegna letteratura e finlandese alla scuola di Luostarivuori.
Ha iniziato la sua carriera in letteratura scrivendo racconti che in seguito avrebbero formato Dove si incrociano quattro strade (Neljäntienristeys), il suo primo romanzo pubblicato nel 2014, che è stato nominato lo stesso anno per il "Premio letterario Helsingin Sanomat". Il suo secondo romanzo, Lopotti (2016), pur non essendo un seguito del primo, ne utilizza alcuni personaggi.

## Opere

### Romanzi
- All’incrocio delle quattro strade, 2017, ISBN 9789510405185;
- Lopotti, 2016, ISBN 978-951-0-41534-4.

### Teatro
- Kinnunen ha scritto opere teatrali per il "Teatro dell'Università di Turku"[2] e per il "Teatro della Gioventù di Turku".[3]

## Riconoscimenti
- Premio Nuori Aleksis, 2015
- Medalglia Kiitos kirjasta, 2015

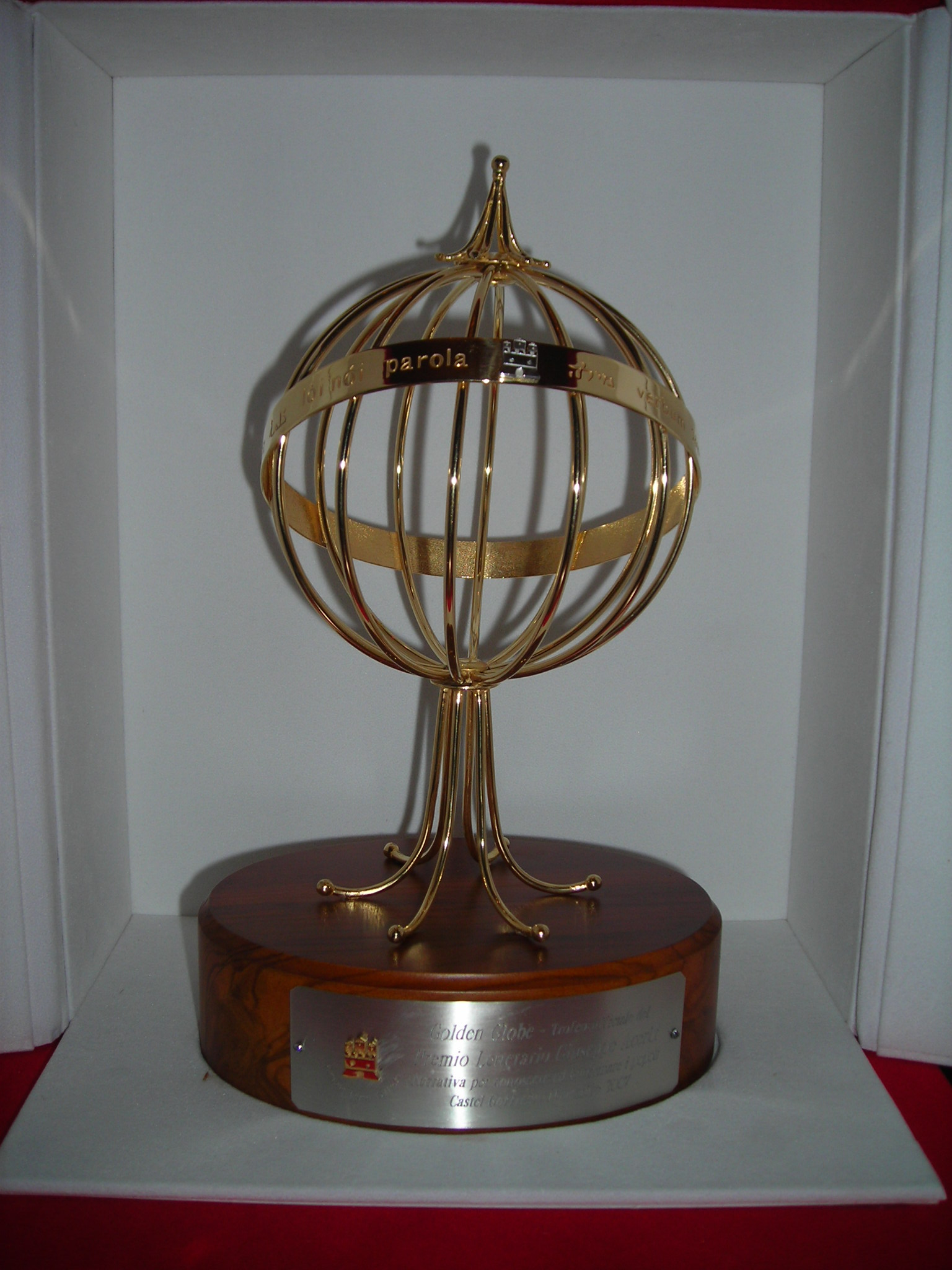
Premio letterario Giuseppe Acerbi.

- Premio letterario Giuseppe Acerbi, 2023, per il romanzo All’incrocio delle quattro strade